# علیرضا صبوری میاندهی
علیرضا صبوری با نام کامل علیرضا صبوری میاندهی (زاده ۱۰ مرداد ۱۳۶۷ - درگذشتهٔ ۲۶ آبان ۱۳۹۰ بوستون،ایالات متحده آمریکا) یکی از کشته شدگان تظاهرات مردم تهران پس از انتخابات ریاست جمهوری دهم است که با شلیک مستقیم گلوله به سرش مجروح شد، به ترکیه پناهنده شد و دو سال بعد در اثر جابه‌جایی ترکش‌های همان گلوله در سرش، در شهر بستون آمریکا فوت کرد.
روایت ماجرا
علیرضا ۲۲ ساله فرزند آخر خانواده بود که در بیست و پنجم خرداد ۱۳۸۸ در زمانی که مردم برای اعتراض به نتایج اعلام شده انتخابات دهمین دوره ریاست جمهوری ایران به خیابان در خیابان بودند؛ به قصد رفتن به سینما از خانه خارج می‌شود.
او در میان راه با دیدن اعتراضات به مردم معترض می‌پیوندد. 
نیروهای بسیجی روی بام ساختمان‌های پایگاه مقداد، با شنیدن شعارهای مردم از بالا به جمعیت شلیک می‌کنند. 
علیرضا صبوری همراه مردم  شالش را از گردنش باز می‌کند و به سرعت به سمت جوان مجروحی که از گوشه پیاده رو فریاد می‌زند، به قصد کمک می‌دود، اما گلوله‌ای میان پیشانی علیرضا برخورد می‌کند. 
مادر علیرضا صبوری می‌گوید:
```
«من هیچ خبری ندارم، دارم دق می‌کنم از غصه، خدایا چیه کار کنم؟ شب 
تا صبح
 نشستم دعا کردم و نماز خواندم و گفتم خدایا حداقل یک خبری از علیرضا به من بده.»
```

ناز آفرین صبوری خواهر علیرضا صبوری در شرح آن روز‌ها چنین می‌گوید: ‌
```
"علیرضا وقتی که گلوله خورد یک ماه گم شده بود، توی بیمارستان توی کما بود. دیگه فراموشی داشت و فلج شده بود، پد می‌گذاشتند، آن دکتری که نجاتش داده بود او را توی بخش نوزان بستری کرده بود که پیداش نکنند."
```

پزشکی او را پس از معالجه به علت شناسایی نشدن در بخش کودکان نگهداری بستری کرده بود. او قدرت تکلم خود را بر اثر اثابت گلوله از دست داده بود و با نوشتن شماره خواهر خود روی کاغذ به پزشکان اطلاع داده و خانواده او را باخبر می‌کنند.
دومین عمل جراحی هم صورت می‌گیرد و تکه‌های باقی مانده گلوله از سر علیرضا خارج می‌شود.
پناهندگی و ادامه درمان
علیرضا بعدها از کشور خارج شده و در کشور ترکیه خود را به کمیسارهای پناهندگان سازمان ملل خود را معرفی می‌کند و سازمان ملل با درخواست پناهندگی علیرضا موافقت کرده و او به بوستون آمریکا منتقل می‌شود.
فوت
پزشکان امریکایی موفق به خارج کردن کامل گلوله نمیشوند تا اینکه بعد از 8 ماه اقامت در بوستون در ۲۶ آبان ماه ۱۳۹۰ به علت عوارض ناشی از وجود قسمتی از گلوله در بافت مغزش فوت میکند.
پیکر علیرضا صبوری ۳۰ دی ۱۳۹۰ در گورستان ویلمرزدورف برلین به خاک سپرده می‌شود.